# Laughing Charley Lincoln
Charlie Hicks, beter bekend als Laughing Charley Lincoln (Lithonia (Georgia), 11 maart 1900 - Cairo (Georgia), 28 september 1963) was een Amerikaanse blueszanger en -gitarist. Hij was de broer van Barbecue Bob, met wie hij ook platen opnam.
Evenals zijn broer leerde Charlie gitaar spelen van de moeder van Curley Weaver. Hij speelde met zijn broer Robert, Curley Weaver en harmonicaspeler Eddie Mapp in kleine gelegenheden in Newton County. In 1923 verhuisde hij naar Atlanta, waar hij trouwde en verschillende baantjes had. Muziek deed hij erbij: hij speelde dan met zijn broer, Curley Weaver en Eddie Mapp. Nadat Robert Hicks als Barbecue Bob zijn eerste hit had, nam hij met zijn broer platen op als lid van de Georgia Cotton Pickers en in een duet. Hij nam ook drie eigen platen op, die werden uitgebracht onder de naam Charlie (of Charley) Lincoln of Laughing Charley. Na sterfgevallen (onder wie broer Robert) en een stukgelopen huwelijk werd Charlie een alcoholist. In 1955 schoot hij iemand neer en kwam hij in de gevangenis, waar hij bleef spelen. Hij stierf er aan een hersenbloeding.

## Discografie
- Complete Recorded Works (1927-1939), Document
- Charley Lincoln and Willie Baker (1927-1930), Document

- International Standard Name Identifier: 0000 0000 2955 2053
- Library of Congress Control Number: n91063740
- MusicBrainz: 84991202-39b6-425d-bdb0-d47e8fc79be1
- Virtual International Authority File: 63186922
- WorldCat: E39PBJkHt8QCqTRqMYD8yQgVG3